# Џон ван Алфен
Јан „Џон“ ван Алфен (Антверпен, 17. јун 1914 — 19. децембар 1961) био је белгијски фудбалер, који је играо као везни играч за Бершот ВАК. Са тимом је два пута освојио белгијско првенство, 1938. и 1939. године. Играо је за „Црвене ђаволе“ од 1938. до 1944. године, са којима је одиграо једанаест утакмица, укључујући једну на Светском првенству 1938. године.